# César Rodríguez
César Rodríguez Álvarez (n. 29 iunie 1920, León, Spania – d. 1 martie 1995, Barcelona) a fost un jucător de fotbal, al doilea marcator din istoria echipei FC Barcelona.